# Nicolás Carvacho
Nicolás Eduardo Carvacho Bibb (Nashville, Tennessee, 24 de enero de 1997) es un jugador chileno de básquetbol que mide 2,11 metros de altura y actúa habitualmente en la posición de ala-pívot. Actualmente se encuentra sin club.

## Trayectoria deportiva

### Etapa universitaria

#### Colorado State Rams
En noviembre de 2014 firmó un precontrato con los Rams. En 2016 hizo su debut oficial con el equipo de los Rams entrando de suplente en la victoria de los Colorado State ante New Mexico State por 64-61. Sumando 15 minutos de juego. dos puntos, dos rebotes y un bloqueo.
En diciembre del mismo año hizo un gran partido entrando como titular frente a Colorado anotando 14 puntos, 9 rebotes y 2 asistencias.
En enero de 2019 obtiene su marca persona de anotación hasta la fecha en el partido por la Mountain West Conference contra la UNLV, los Rams de Carvacho perdieron, pero eso no impidió que hiciera 28 puntos y 20 rebotes. El mes siguiente, rompió el récord de su equipo en cantidad de rebotes, superando la marca que por treinta años detentó Pat Durham, mientras que en febrero de 2020 superó la marca de Shaquille O'Neal.

### Carrera profesional

#### Rilski Sportist
El 11 de septiembre firmó por una temporada en el Rilski Sportist de Samokov Bulgaria, donde jugará NBL búlgara, Liga Balcánica y Fiba Eurocup, siendo el primer jugador chileno a nivel masculino que participará de competencia internacional europea. El 11 de noviembre fue el mejor jugador del partido en el duelo vs Chernomorets Burgas con 24 puntos 4 rebotes 1 asistencia 1 robo y un tapón en 24 minutos de juego con 27 de valoración.
Debutó en competición internacional europea el 26 de enero de 2021 siendo el primer chileno en jugar en la Copa Europea de la FIBA con 8 puntos y 7 rebotes y 2 asistencias.

#### s.Oliver Baskets
En el verano de 2021 se unió al s.Oliver Baskets de la Basketball Bundesliga, pero una lesión le hizo perderse la temporada. De todos modos Carvacho fue recontratado por el club alemán para la temporada 2022-23. Jugó 29 partidos de temporada regular, promediando 6,1	puntos y 6,1 rebotes por encuentro.

#### MKS Dąbrowa Górnicza
Carvacho se incorporó al MKS Dąbrowa Górnicza de la Polska Liga Koszykówki en julio de 2023.

#### Boca Juniors
El 6 de agosto de 2025 se anunció su incorporación a Boca Juniors de la Liga Nacional de Básquet de Argentina.

## Estadísticas
| Año     | Equipo         | PJ  | PT  | MPP  | %TC  | %3P  | %TL  | RPP  | APP  | ROB | TPP | PPP  |
| ------- | -------------- | --- | --- | ---- | ---- | ---- | ---- | ---- | ---- | --- | --- | ---- |
| 2016–17 | Colorado State | 36  | 33  | 21.9 | .537 | .333 | .595 | 5.7  | 1.22 | .42 | .5  | 5.42 |
| 2017–18 | Colorado State | 32  | 32  | 28.7 | .507 | .375 | .608 | 10.3 | 2.2  | .7  | .7  | 9.2  |
| 2018–19 | Colorado State | 32  | 32  | 31.9 | .592 | .000 | .491 | 12.9 | 2.1  | .6  | .7  | 16.1 |
| 2019–20 | Colorado State | 32  | 32  | 29.2 | .562 | .000 | .490 | 10.8 | 1.8  | .8  | .6  | 12.9 |
| Total   | Total          | 132 | 129 | 27.8 | .558 |      | .531 | 9.8  | 1.8  | .6  | .6  | 10.7 |

## Selección nacional
Carvacho participó con el seleccionado juvenil de Chile en el Campeonato FIBA Américas Sub-16 de 2013 en Maldonado, Uruguay, donde su equipo terminó en quinto lugar. Al año siguiente, volvió a representar al país en el Torneo Albert Schweitzer, un torneo para menores de 18 años celebrado en Mannheim, Alemania. 
Hizo su debut en la selección mayor en el Campeonato Sudamericano de Baloncesto de 2016 en Caracas, Venezuela, siendo nombrado como Mención de Honor del Torneo por su buen desempeño. Desde entonces ha seguido formando parte del equipo nacional, registrando actuaciones destacadas como su doble-doble de 13 puntos y 15 rebotes ante Bolivia en 2016 y su doble-doble de 20 puntos y 10 rebotes ante Venezuela en 2021.

## Vida personal
Nicolás Carvacho es hijo de Eddie Carvacho -un futbolista profesional de nacionalidad chilena que jugó en los Estados Unidos como guardameta en Colorado Foxes, Nashville Metros y Atlanta Ruckus antes de pasar a desempeñarse como entrenador y directivo en clubes de la Major League Soccer- y de Nicole Bibb -mujer de nacionalidad estadounidense que jugó al básquetbol en las South Alabama Lady Jaguars de la NCAA-. Tiene una hermana, Gracelyn Carvacho, que juega al voleibol en la selección femenina de voleibol de Chile.
Antes de dedicarse al básquetbol, Carvacho practicó fútbol en la posición de guardameta, llegando a sus 15 años a entrenar durante seis meses con los equipos juveniles de la Universidad Católica.